# Lijst van Griekse minuskels van het Nieuwe Testament
Deze lijst bevat een opsomming van de belangrijkste Griekse minuskels (in kleine letters geschreven handschriften) van het Nieuwe Testament. De meeste van deze handschriften zijn geschreven tussen de 9e en de 15e eeuw na Christus.
Er zijn tegenwoordig minstens 2911 minuskels van het Nieuwe Testament bekend, maar af en toe worden nog nieuwe minuskels ontdekt. In de lijst hieronder zijn alleen de belangrijkste handschriften opgenomen.

## Minuskels 1-500
| #     | Ouderdom      | Inhoud                                     | Instituut waar het handschrift bewaard wordt              | Stad             | Land                |
| ----- | ------------- | ------------------------------------------ | --------------------------------------------------------- | ---------------- | ------------------- |
| 1     | 12e eeuw      | Evangelie, Handelingen, Katholieke, Paulus | Öffentliche Bibliothek der Universität Basel, A. N. IV. 2 | Bazel            | Zwitserland         |
| 2     | 11e /12e eeuw | Evangelie                                  | Öffentliche Bibliothek der Universität Basel, A. N. IV. 1 | Bazel            | Zwitserland         |
| 3     | 12e eeuw      | Evangelie, Handelingen, Katholieke, Paulus | Österreichische Nationalbibliothek, Cod. Suppl. gr. 52    | Wenen            | Oostenrijk          |
| 4     | 13e eeuw      | Evangelie                                  | Bibliothèque nationale de France, Gr. 84                  | Parijs           | Frankrijk           |
| 5     | 14e eeuw      | Evangelie, Handelingen, Paulus             | Bibliothèque nationale de France, Gr. 106                 | Parijs           | Frankrijk           |
| 6     | 13e eeuw      | Evangelie, Handelingen, Katholieke, Paulus | Bibliothèque nationale de France, Gr. 112                 | Parijs           | Frankrijk           |
| 7     | 12e eeuw      | Evangelie                                  | Bibliothèque nationale de France, Gr. 71                  | Parijs           | Frankrijk           |
| 8     | 11e eeuw      | Evangelie                                  | Bibliothèque nationale de France, Gr. 49                  | Parijs           | Frankrijk           |
| 9     | 1167          | Evangelie                                  | Bibliothèque nationale de France, Gr. 83                  | Parijs           | Frankrijk           |
| 9abs  | 15e eeuw      | Evangelie volgens Matteüs (gr-l)           | Bodleian Library, Lyell 95                                | Oxford           | Verenigd Koninkrijk |
| 10    | 13e eeuw      | Evangelie                                  | Bibliothèque nationale de France, Gr. 91                  | Parijs           | Frankrijk           |
| 11    | 12e eeuw      | Evangelie                                  | Bibliothèque nationale de France, Gr. 121.122             | Parijs           | Frankrijk           |
| 12    | 14e eeuw      | Evangelie                                  | Bibliothèque nationale de France, Gr. 230                 | Parijs           | Frankrijk           |
| 13    | 13e eeuw      | Evangelie                                  | Bibliothèque nationale de France, Gr. 50                  | Parijs           | Frankrijk           |
| 14    | 964           | Evangelie                                  | Bibliothèque nationale de France, Gr. 70                  | Parijs           | Frankrijk           |
| 15    | 12e eeuw      | Evangelie                                  | Bibliothèque nationale de France, Gr. 64                  | Parijs           | Frankrijk           |
| 16    | 14e eeuw      | Evangelie                                  | Bibliothèque nationale de France, Gr. 54                  | Parijs           | Frankrijk           |
| 17    | 15e eeuw      | Evangelie                                  | Bibliothèque nationale de France, Gr. 55                  | Parijs           | Frankrijk           |
| 18    | 1364          | Nieuwe Testament                           | Bibliothèque nationale de France, Gr. 47                  | Parijs           | Frankrijk           |
| 19    | 12e eeuw      | Evangelie                                  | Bibliothèque nationale de France, Gr. 189                 | Parijs           | Frankrijk           |
| 20    | 11e eeuw      | Evangelie                                  | Bibliothèque nationale de France, Gr. 188                 | Parijs           | Frankrijk           |
| 21    | 12e eeuw      | Evangelie †                                | Bibliothèque nationale de France, Gr. 68                  | Parijs           | Frankrijk           |
| 22    | 12e eeuw      | Evangelie †                                | Bibliothèque nationale de France, Gr. 72                  | Parijs           | Frankrijk           |
| 23    | 11e eeuw      | Evangelie †                                | Bibliothèque nationale de France, Gr. 77                  | Parijs           | Frankrijk           |
| 24    | 10e eeuw      | Evangelie †                                | Bibliothèque nationale de France, Gr. 178                 | Parijs           | Frankrijk           |
| 25    | 11e eeuw      | Evangelie †                                | Bibliothèque nationale de France, Gr. 191                 | Parijs           | Frankrijk           |
| 26    | 11e eeuw      | Evangelie                                  | Bibliothèque nationale de France, Gr. 78                  | Parijs           | Frankrijk           |
| 27    | 10e eeuw      | Evangelie †                                | Bibliothèque nationale de France, Gr. 115                 | Parijs           | Frankrijk           |
| 28    | 11e eeuw      | Evangelie †                                | Bibliothèque nationale de France, Gr. 379                 | Parijs           | Frankrijk           |
| 29    | 10e eeuw      | Evangelie                                  | Bibliothèque nationale de France, Gr. 89                  | Parijs           | Frankrijk           |
| 30    | 15e eeuw      | Evangelie                                  | Bibliothèque nationale de France, Gr. 100                 | Parijs           | Frankrijk           |
| 30abs | 15e eeuw      | Evangelie                                  | Cambridge University Library, Kk. 5.35                    | Cambridge        | Verenigd Koninkrijk |
| 31    | 13e eeuw      | Evangelie                                  | Bibliothèque nationale de France, Gr. 94                  | Parijs           | Frankrijk           |
| 32    | 12e eeuw      | Evangelie †                                | Bibliothèque nationale de France, Gr. 116                 | Parijs           | Frankrijk           |
| 33    | 9e eeuw       | Evangelie, Handelingen, Paulus, Katholieke | Bibliothèque nationale de France, Gr. 14                  | Parijs           | Frankrijk           |
| 34    | 10e eeuw      | Evangelie                                  | Bibliothèque nationale de France, Coislin Gr. 195         | Parijs           | Frankrijk           |
| 35    | 11e eeuw      | Nieuwe Testament                           | Bibliothèque nationale de France, Coislin Gr. 199         | Parijs           | Frankrijk           |
| 36    | 12e eeuw      | Evangelie                                  | Bibliothèque nationale de France, Coislin Gr. 20          | Parijs           | Frankrijk           |
| 37    | 11e eeuw      | Evangelie                                  | Bibliothèque nationale de France, Coislin Gr. 21          | Parijs           | Frankrijk           |
| 38    | 12e eeuw      | Evangelie, Handelingen, Paulus             | Bibliothèque nationale de France, Coislin Gr. 200         | Parijs           | Frankrijk           |
| 39    | 11e eeuw      | Evangelie                                  | Bibliothèque nationale de France, Coislin Gr. 23          | Parijs           | Frankrijk           |
| 40    | 11e eeuw      | Evangelie                                  | Bibliothèque nationale de France, Coislin Gr. 22          | Parijs           | Frankrijk           |
| 41    | 11e eeuw      | Evangelie                                  | Bibliothèque nationale de France, Coislin Gr. 24          | Parijs           | Frankrijk           |
| 42    | 11e eeuw      | Handelingen, Paulus, Openbaring            | Stadtarchiv, Ms 17                                        | Frankfurt (Oder) | Duitsland           |
| 43    | 11e eeuw      | Evangelie, Handelingen, Paulus             | Bibliothèque de l'Arsenal, 8409.8410                      | Parijs           | Frankrijk           |
| 44    | 12e eeuw      | Evangelie                                  | British Library, Add. 4949                                | Londen           | Verenigd Koninkrijk |
| 45    | 13e eeuw      | Evangelie †                                | Bodleian Library, Barocci 31                              | Oxford           | Verenigd Koninkrijk |
| 46    | c. 1300       | Evangelie                                  | Bodleian Library, Barocci 29                              | Oxford           | Verenigd Koninkrijk |
| 47    | 15e eeuw      | Evangelie                                  | Bodleian Library, Auct. D. 5. 2                           | Oxford           | Verenigd Koninkrijk |
| 48    | 12e eeuw      | Evangelie                                  | Bodleian Library, Auct. D. 2. 17                          | Oxford           | Verenigd Koninkrijk |
| 49    | 12e eeuw      | Evangelie                                  | Bodleian Library, Roe 1                                   | Oxford           | Verenigd Koninkrijk |
| 50    | 11e eeuw      | Evangelie                                  | Bodleian Library, Laud. Gr. 33                            | Oxford           | Verenigd Koninkrijk |
| 51    | 13e eeuw      | Evangelie, Handelingen, Paulus             | Bodleian Library, Laud. Gr. 31                            | Oxford           | Verenigd Koninkrijk |
| 52    | 1285/1286     | Evangelie                                  | Bodleian Library, Laud. Gr. 3                             | Oxford           | Verenigd Koninkrijk |
| 53    | 13e /14e eeuw | Evangelie                                  | Bodleian Library, Selden Supra 28                         | Oxford           | Verenigd Koninkrijk |
| 54    | 1337/1338     | Evangelie                                  | Bodleian Library, Selden Supra 29                         | Oxford           | Verenigd Koninkrijk |
| 55    | 14e eeuw      | Evangelie                                  | Bodleian Library, Selden Supra 6                          | Oxford           | Verenigd Koninkrijk |
| 56    | 15e eeuw      | Evangelie                                  | Lincoln College, Gr. 18                                   | Oxford           | Verenigd Koninkrijk |
| 57    | 12e eeuw      | Evangelie, Handelingen, Paulus             | Magdalen College, Gr. 9                                   | Oxford           | Verenigd Koninkrijk |
| 58    | 15e eeuw      | Evangelie                                  | New College, 658                                          | Oxford           | Verenigd Koninkrijk |
| 59    | 13e eeuw      | Evangelie                                  | Conville and Caius College, Ms 403/412                    | Cambridge        | Verenigd Koninkrijk |
| 60    | 1297          | Evangelie                                  | Universiteit van Cambridge, Dd. 9.69, fol. 4-294          | Cambridge        | Verenigd Koninkrijk |
| 61    | c. 1500       | Nieuwe Testament                           | Trinity College, A 4,21                                   | Dublin           | Ierland             |
| 62    | 14e eeuw      | Handelingen, Paulus †                      | Bibliothèque nationale de France, Gr. 60                  | Parijs           | Frankrijk           |
| 63    | 10e eeuw      | Evangelie                                  | Trinity College, A 1. 8                                   | Dublin           | Ierland             |
| 64    | 12e eeuw      | Evangelie                                  | Duke of Bute, Ms. 82 G. 18/19                             | Bute             | Verenigd Koninkrijk |
| 65    | 11e eeuw      | Evangelie                                  | British Library, Harley 5776                              | Londen           | Verenigd Koninkrijk |
| 66    | 14e eeuw      | Evangelie                                  | Trinity College, O. VIII 3                                | Cambridge        | Verenigd Koninkrijk |
| 67    | 10e eeuw      | Evangelie                                  | Bodleian Library, Auct. E. 5. 11                          | Oxford           | Verenigd Koninkrijk |
| 68    | 11e eeuw      | Evangelie                                  | Lincoln College, Gr. 17                                   | Oxford           | Verenigd Koninkrijk |
| 69    | 15e eeuw      | Nieuwe Testament                           | Town Mus., Cod. 6 D 32/1                                  | Leicester        | Verenigd Koninkrijk |
| 70    | 15e eeuw      | Evangelie                                  | Cambridge University Library L1.2.13                      | Cambridge        | Verenigd Koninkrijk |
| 71    | 1160          | Evangelie                                  | Lambeth Palace, 528                                       | Londen           | Verenigd Koninkrijk |
| 72    | 11e eeuw      | Evangelie                                  | British Library, Harley 5647                              | Londen           | Verenigd Koninkrijk |
| 73    | 12e eeuw      | Evangelie                                  | Christ Church College, Wake 26                            | Oxford           | Verenigd Koninkrijk |
| 74    | 1291/1292     | Evangelie †                                | Christ Church College, Wake 20                            | Oxford           | Verenigd Koninkrijk |
| 75    | 11e eeuw      | Evangelie                                  | Bibliothèque Publique et Universitaire, Gr. 19            | Geneva           | Zwitserland         |

## Galerij

Sommige handschriften
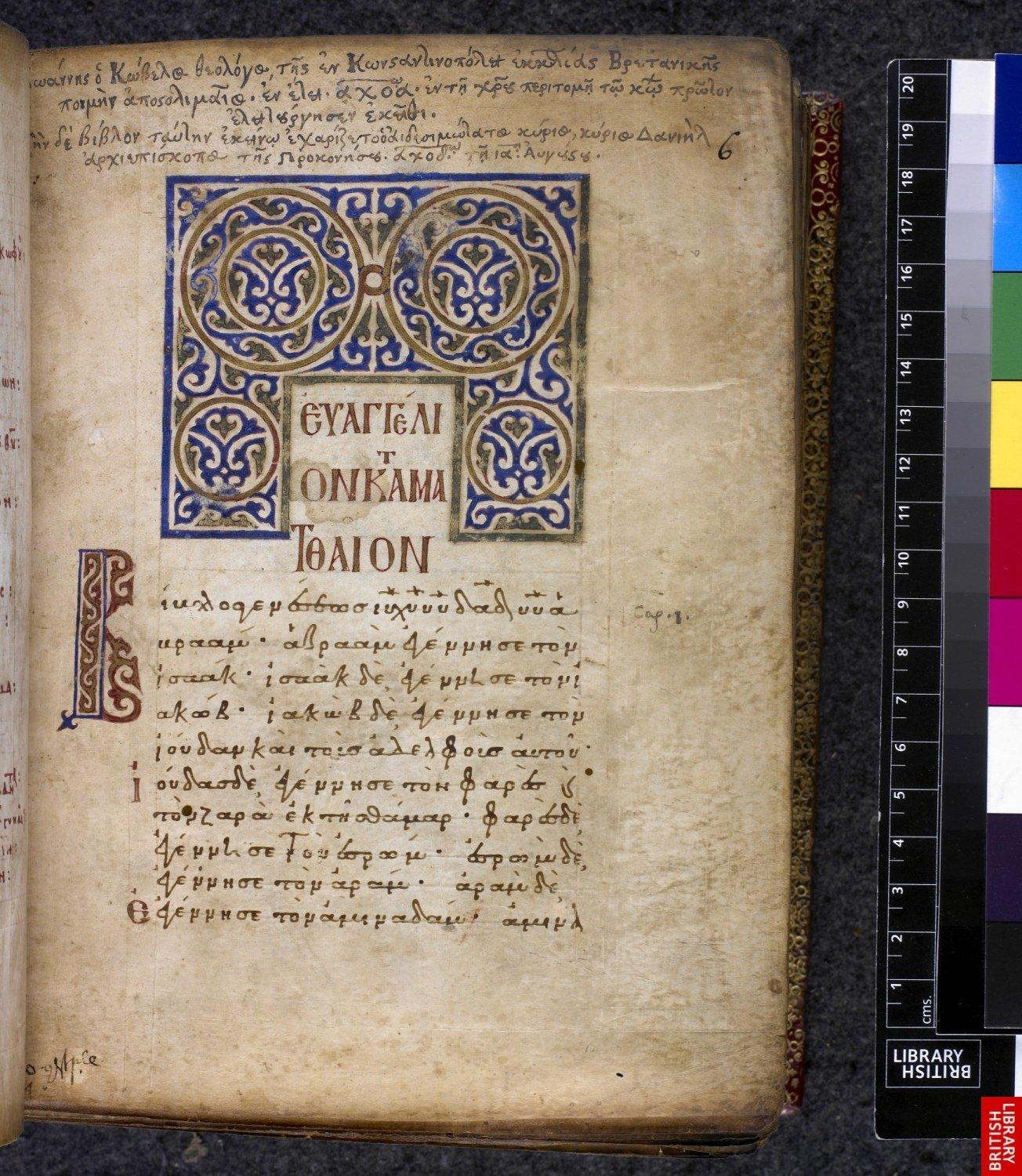
Minuskel 65
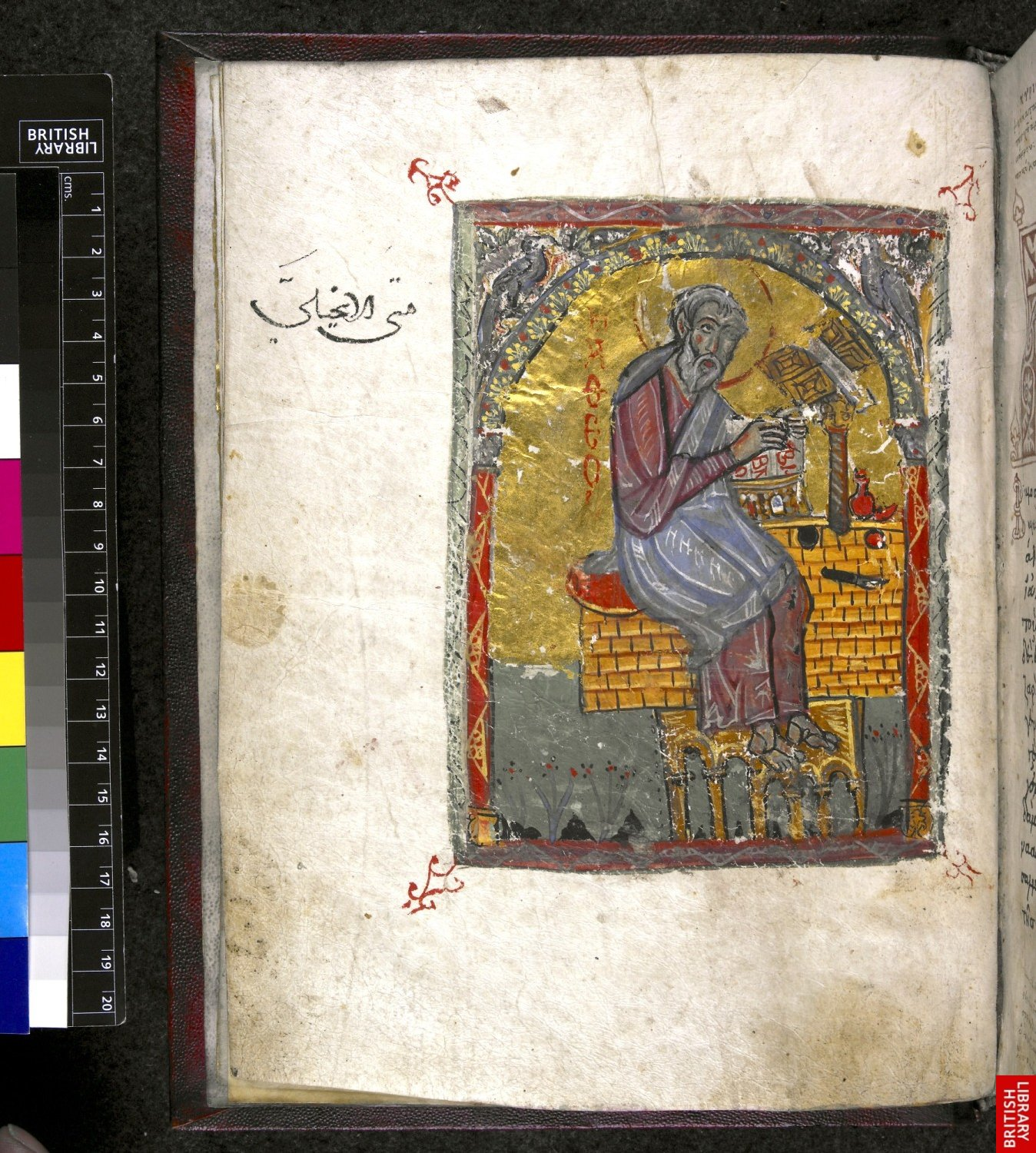
Minuskel 72
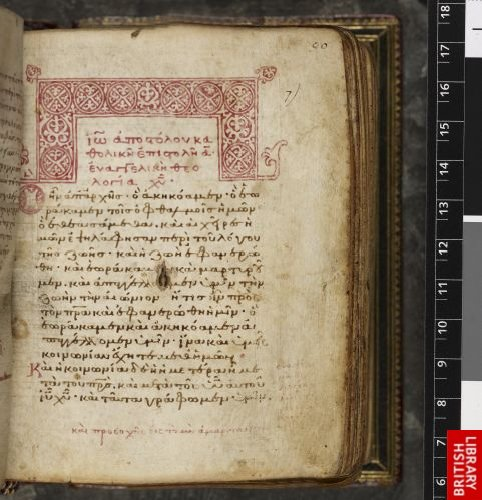
Minuskel 104
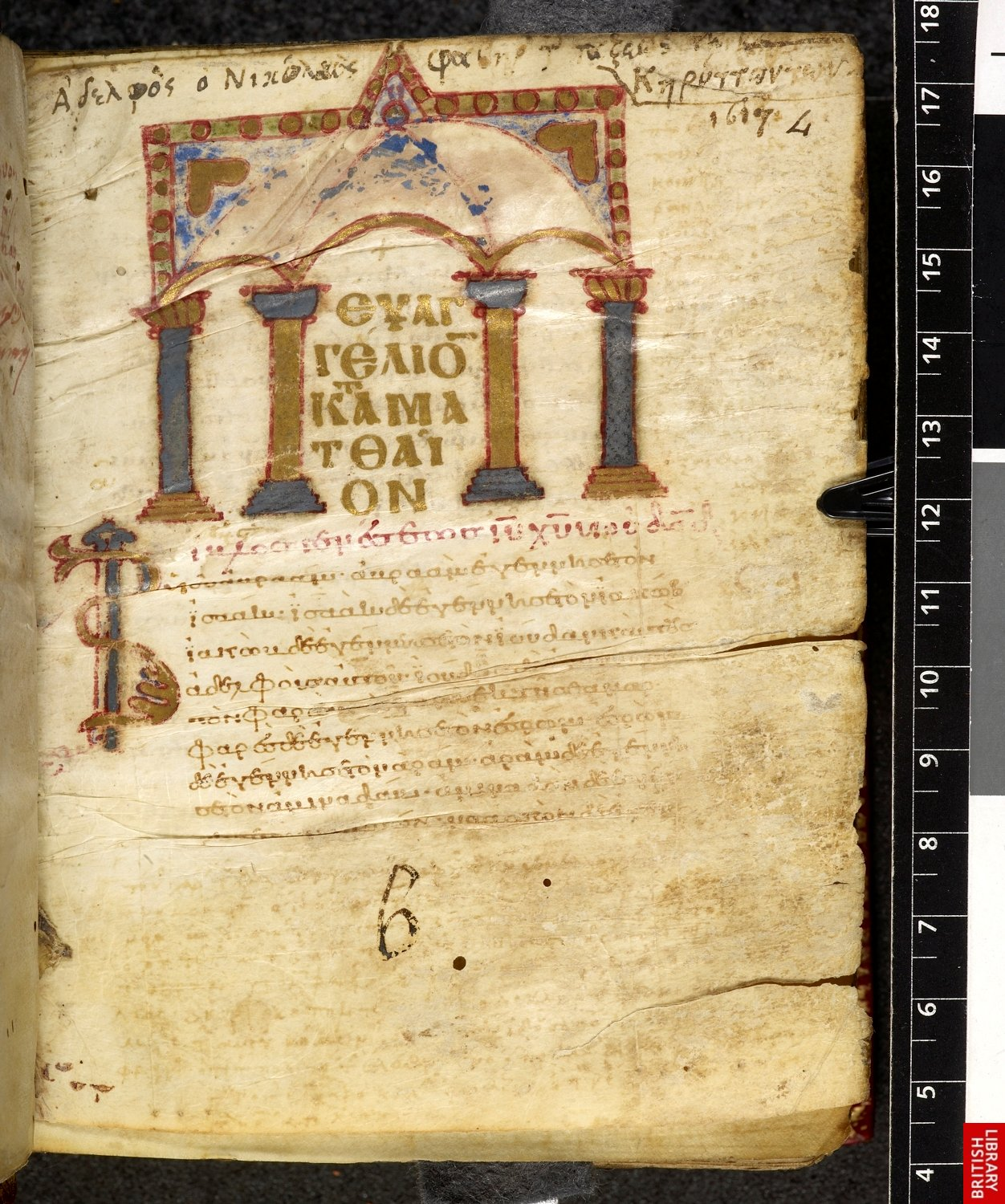
Minuskel 114
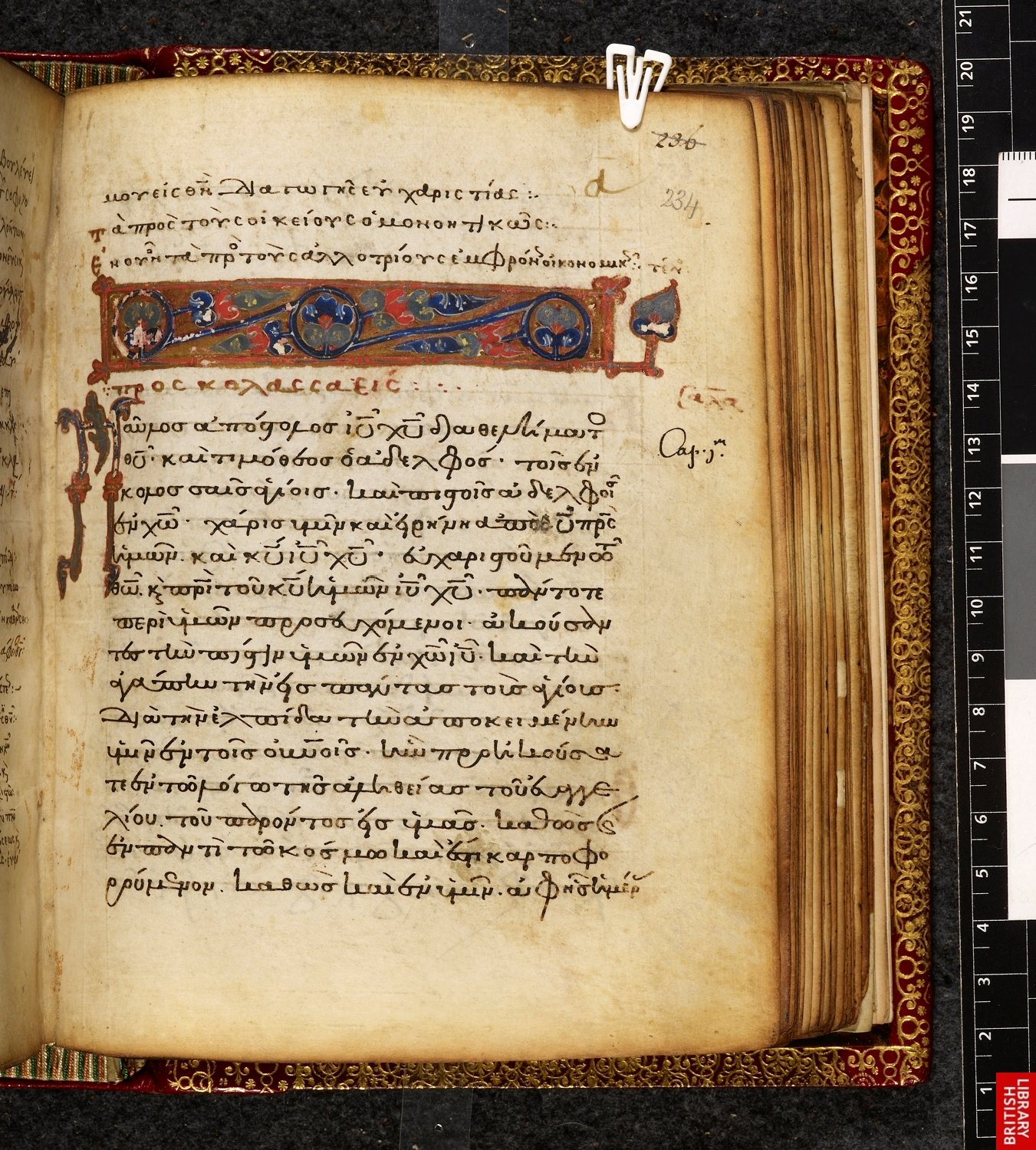
Minuskel 321
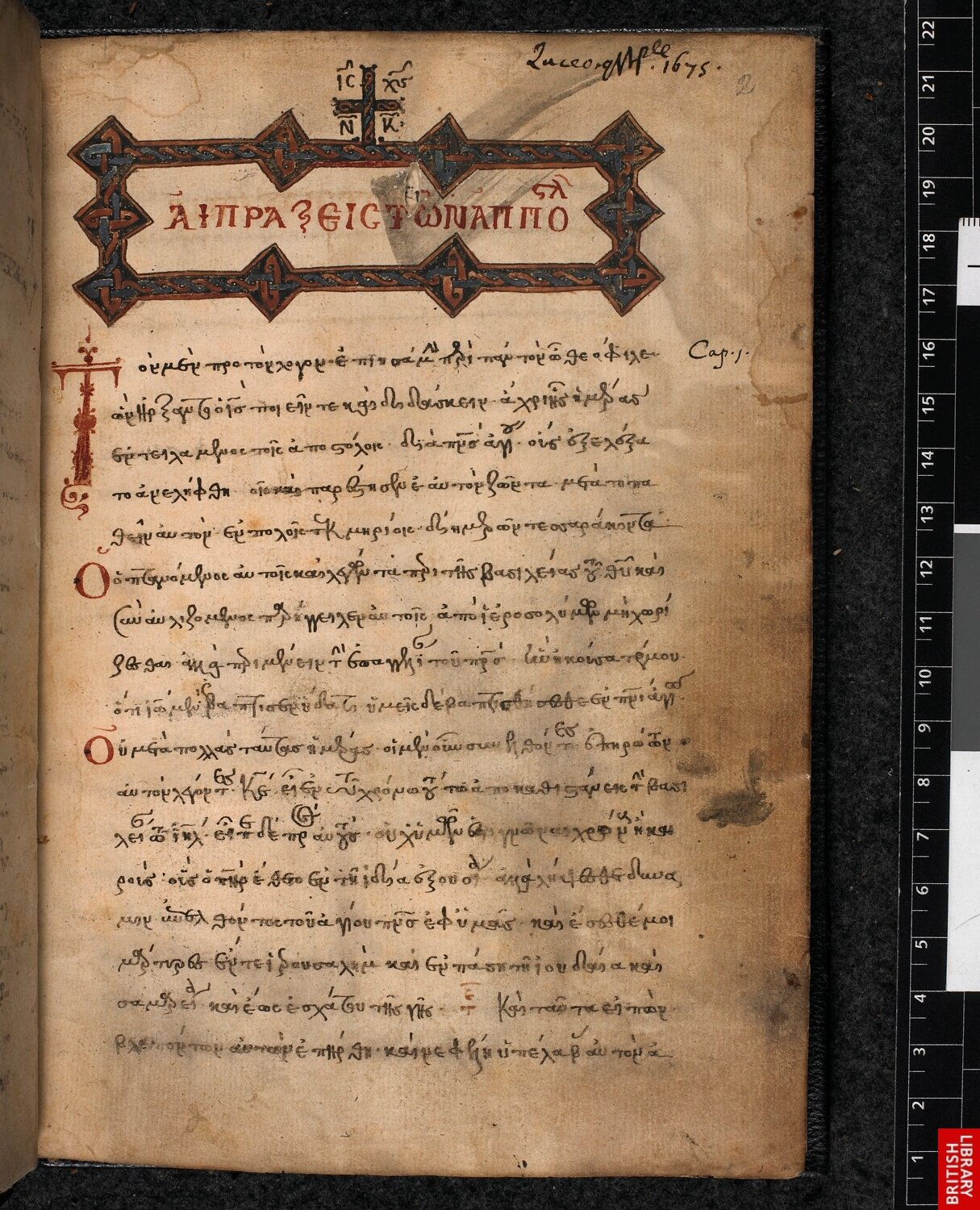
Minuskel 322
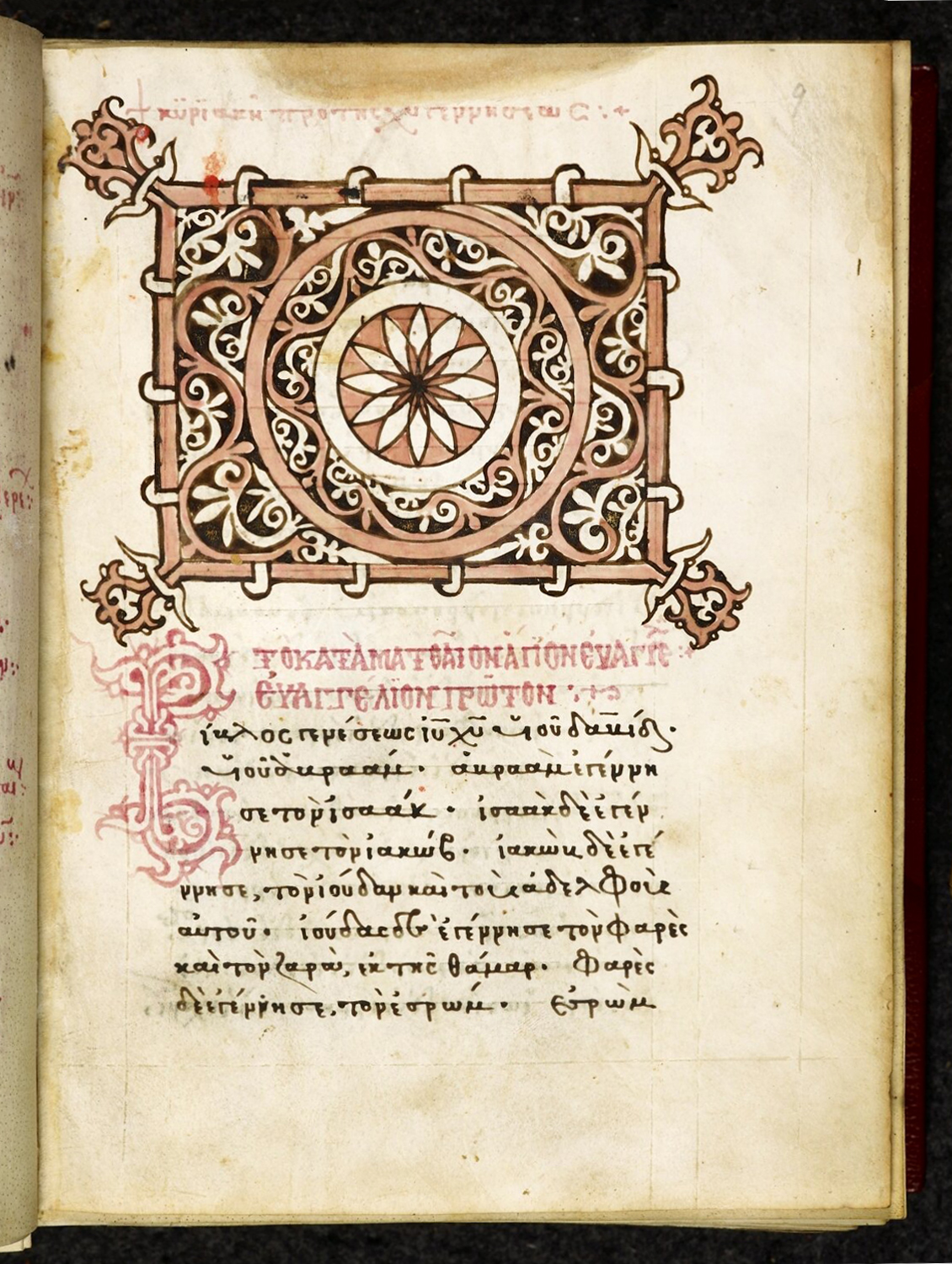
Minuskel 447
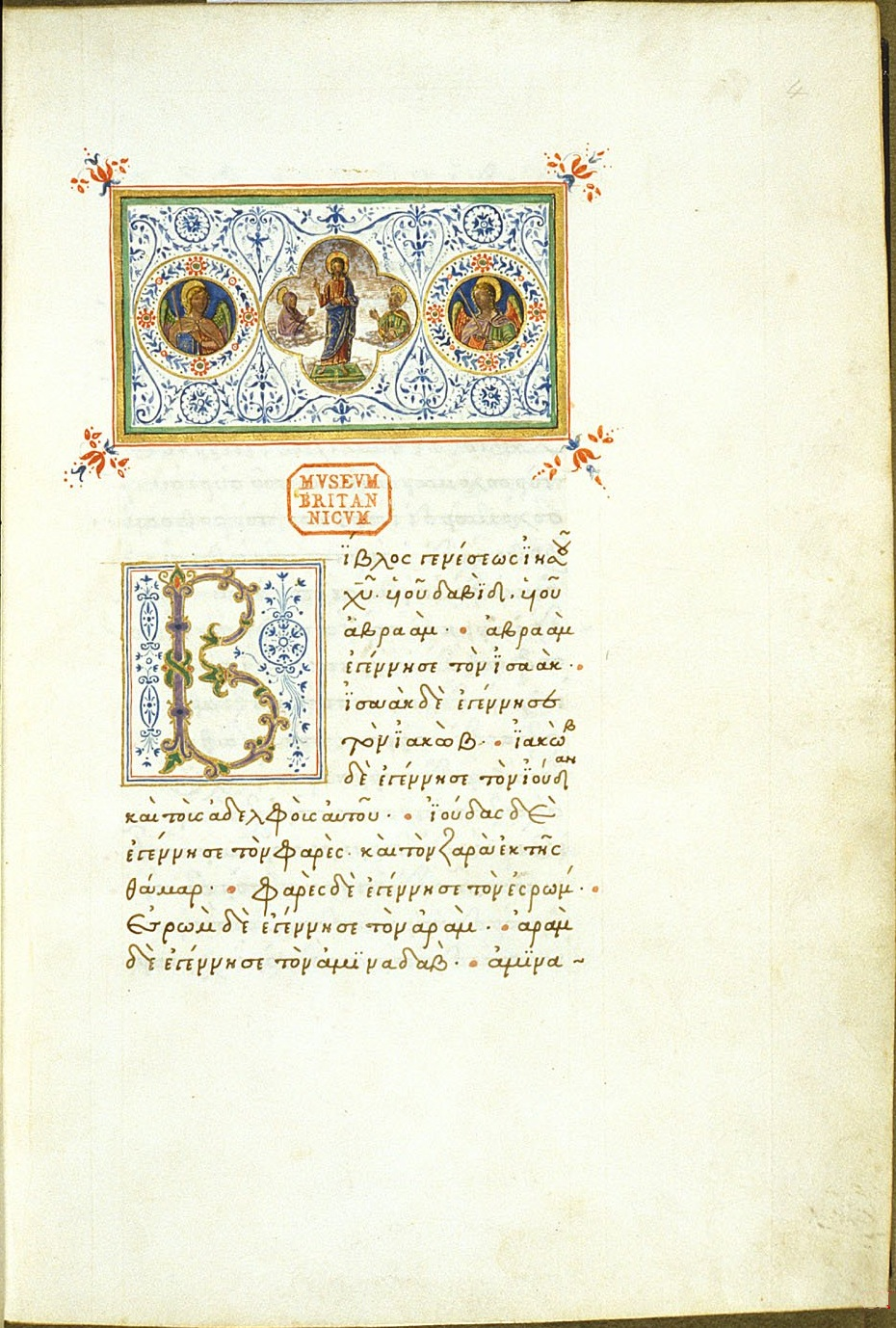
Minuskel 448
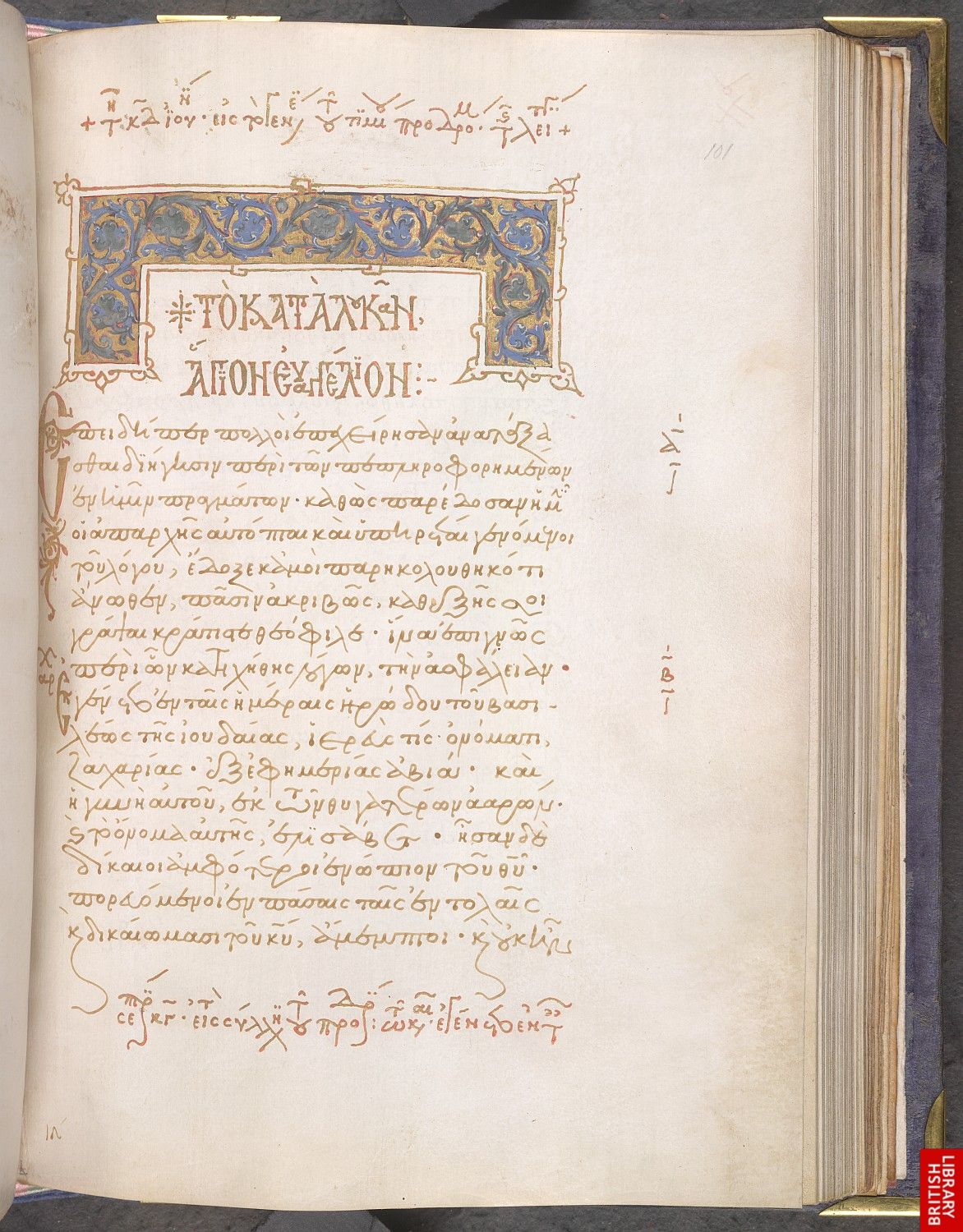
Minuskel 480
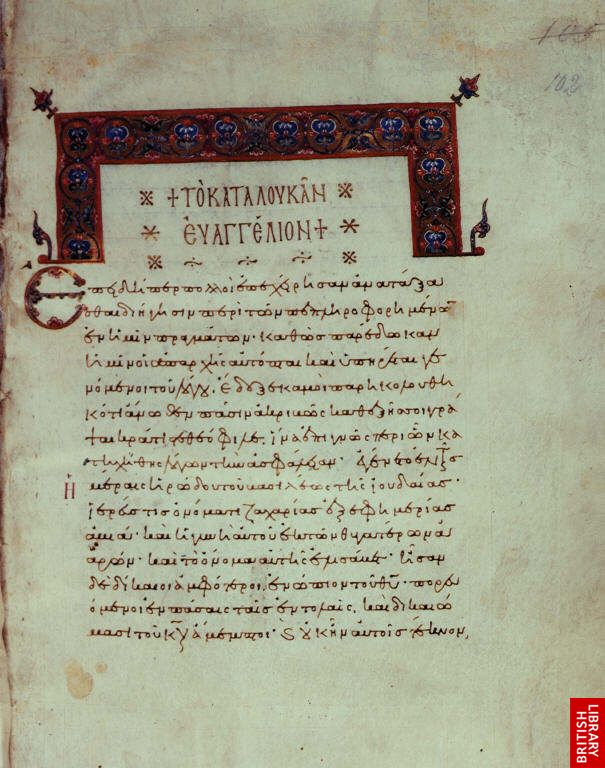
Minuskel 481
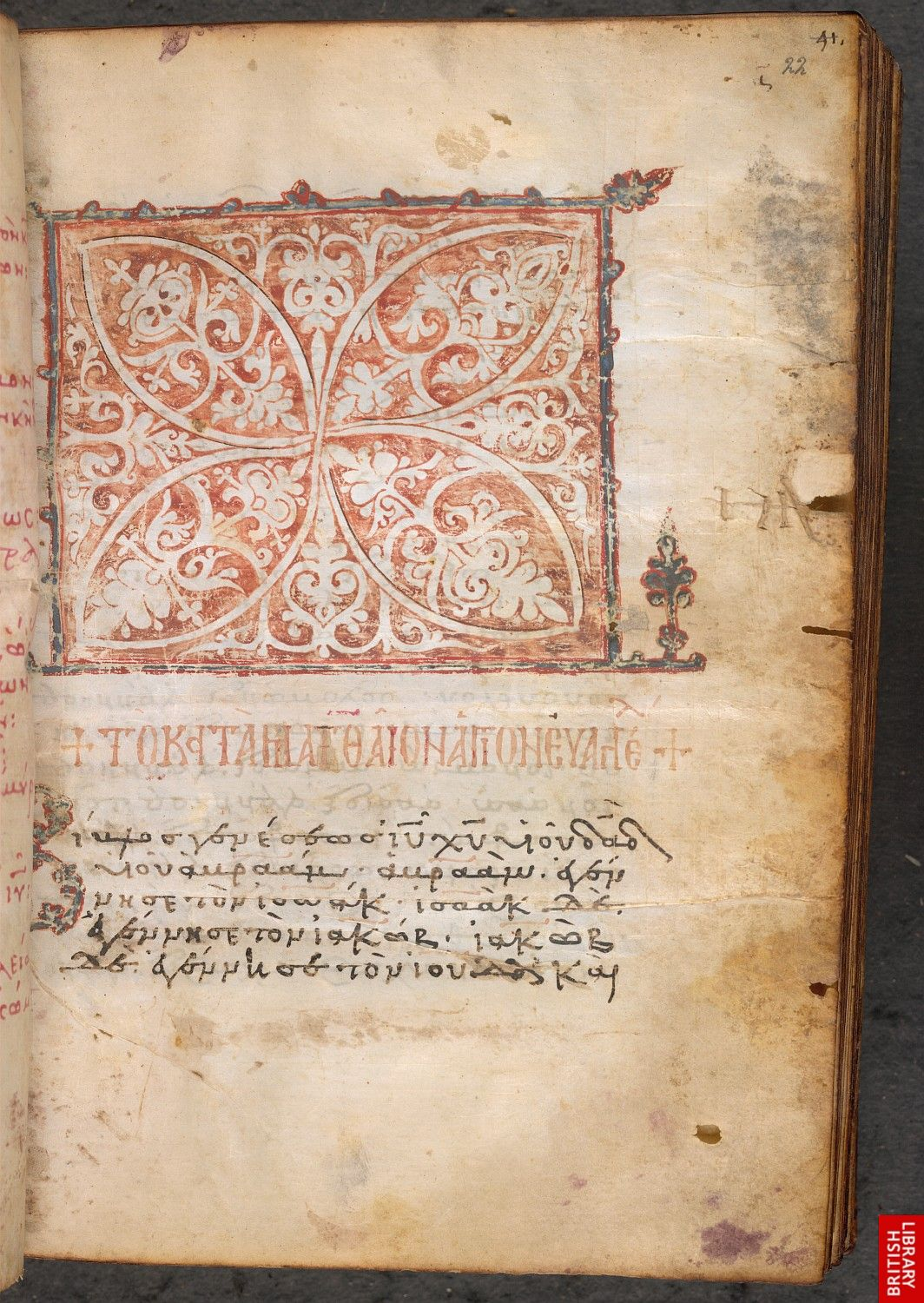
Minuskel 485
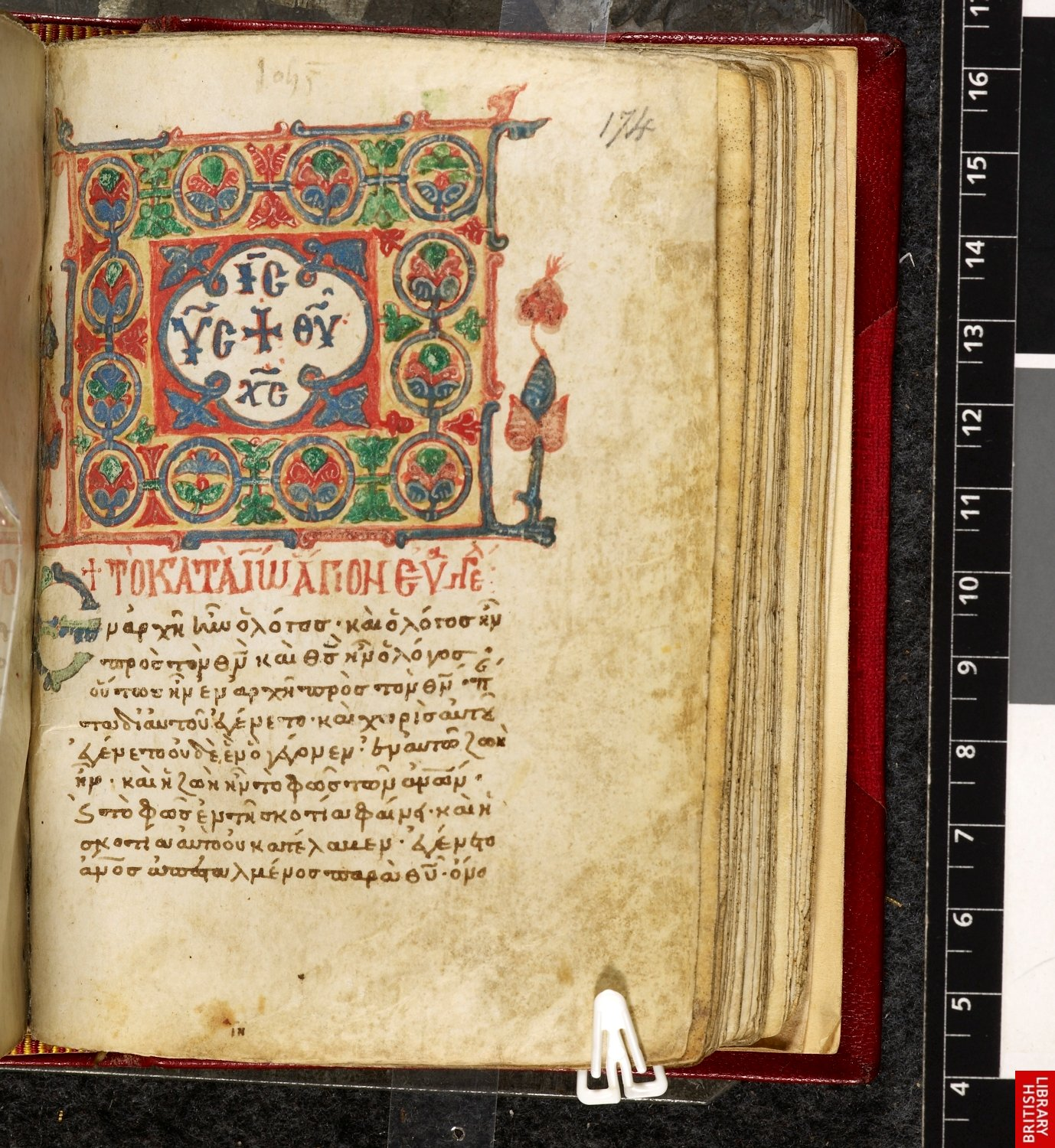
Minuskel 505